# زن‌ها دیوانه‌ام می‌کنند
زن‌ها دیوانه‌ام می‌کنند (انگلیسی: Women Drive Me Crazy) یک فیلم کمدی ایتالیایی است که در سال ۲۰۱۳ منتشر شد.

## بازیگران
- لورتا گوجی
- کیارا فرانچینی
- کلاودیا زانلا
- والریا بیللو
- لوسیا پولی
- پائولو میناچونی
- فلاویو اینسینا
- پیف
- مائوریتسیو میکلی
- جوئله دیکس
- مارینا روکو